# Arón Canet
Arón Canet Barbero (Corbera, 30 settembre 1999) è un pilota motociclistico spagnolo.

## Carriera

### Gli inizi
Sale per la prima volta su una moto all'età di tre anni. Poco dopo prova i kart ma poi corre solo in moto. Vince titoli in varie competizioni nazionali e anche nel campionato mediterraneo di velocità. Nel 2013 passa al campionato spagnolo velocità, nella categoria Pre-Moto3, per passare poi nella categoria Moto3 l'anno successivo e, sempre in questa categoria, sfiora il titolo nel 2015.

### Moto3

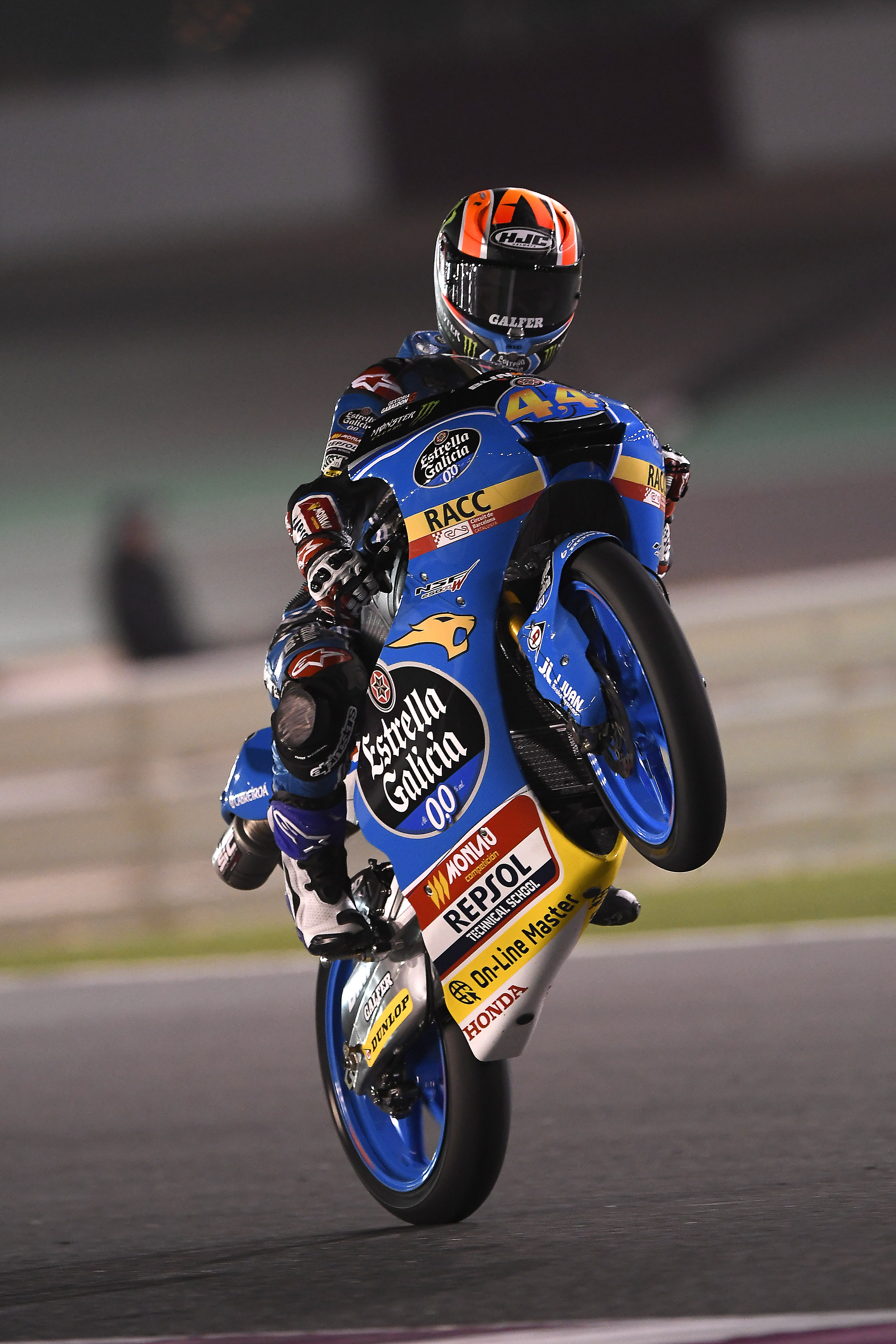
Canet festeggia la conquista del quarto posto al Gran premio del Qatar del 2017, gara inaugurale della stagione.

Nel 2016 debutta nella classe Moto3 del motomondiale, alla guida della Honda NSF250R del team Estrella Galicia 0,0; il compagno di squadra è Jorge Navarro. Ottiene un terzo posto in Australia. Ottiene la sua prima pole position nella gara finale a Valencia e chiude la stagione al quindicesimo posto con 76 punti all'attivo. Nel 2017 rimane nello stesso team della stagione precedente, il compagno di squadra è l'italiano Enea Bastianini. Vince il suo primo Gran Premio in Spagna, ottiene altre due vittore in stagioneː in Olanda e Gran Bretagna, un secondo posto in Francia, un terzo posto in Repubblica Ceca e due pole position (Americhe e Germania). Chiude la stagione al terzo posto in classifica piloti con 199 punti ottenuti.
Nel 2018 rimane nello stesso team, con compagno di squadra Alonso López. Ottiene tre secondi posti (Qatar, Olanda e Repubblica Ceca) e conclude la stagione al 6º posto con 128 punti. In questa stagione è costretto a saltare il Gran Premio di Thailandia a causa di un infortunio alla clavicola sinistra rimediata nel GP di San Marino.
Nel 2019 passa alla guida della KTM RC 250 GP dello Sterilgarda Max Racing Team. Ottiene pole position e terzo posto in Qatar, primo posto in Americhe, Repubblica Ceca, pole position e primo posto in Aragona, terzo posto in Francia, secondo posto in Catalogna e terzo posto in Germania e chiude la stagione al 2º posto con 200 punti.

### Moto2
Nel 2020 passa in Moto2, sulla Speed Up del Aspar Team; il compagno di squadra è Hafizh Syahrin. Ottiene una pole position nel Gran Premio di Stiria e due quinti posti (Spagna e Andalusia) come miglior risultato in gara terminando la stagione al 14º posto con 67 punti. In questa stagione è costretto a saltare i Gran Premi di Francia, Aragona e Teruel a causa di una lesione al mignolo della mano sinistra rimediata nel warm up del GP di Francia.
Nel 2021 rimane nello stesso team, con telaio rinominato Boscoscuro e con compagno di squadra Albert Arenas. Ottiene tre secondi posti (Portogallo, Germania e Stiria) e due terzi posti (San Marino ed Emilia Romagna) e chiude la stagione al sesto posto con 164 punti, risultando essere il migliore tra i piloti che non hanno utilizzato telaio Kalex. Nel 2022 passa al team Pons Racing, il compagno di squadra è Jorge Navarro. Concorre per il titolo conquistando otto piazzamenti a podio, chiude al terzo posto in classifica piloti. Nel 2023 gareggia per lo stesso team dell'annata precedente, il nuovo compagno di squadra è Sergio García. Pur mancando ancora la prima vittoria in Moto2, ottiene numerosi piazzamenti a podio e pole position; termina il campionato al quinto posto. Nel 2024 passa al team Fantic Racing, il compagno di squadra è Xavier Cardelús. In occasione del Gran premio del Portogallo, ottiene la sua prima vittoria in Moto2. Conquista altre tre vittorie nel corso del campionato andando a risalire posizioni in classifica fino a chiudere secondo, nonché miglior pilota Kalex.

## Risultati nel motomondiale
| 2016 | Classe | Moto  |    |     |   |     |   |     |   |     |    |    |     |   |   |   |     |   |     |    |  |  |  |  | Punti | Pos. |
| ---- | ------ | ----- | -- | --- | - | --- | - | --- | - | --- | -- | -- | --- | - | - | - | --- | - | --- | -- |  |  |  |  | ----- | ---- |
| 2016 | Moto3  | Honda | 15 | Rit | 7 | Rit | 4 | Rit | 6 | Rit | 15 | 21 | Rit | 8 | 7 | 7 | Rit | 3 | Rit | 19 |  |  |  |  | 76    | 15º  |

| 2017 | Classe | Moto  |   |    |     |   |   |   |   |   |     |   |   |   |     |   |   |    |   |   |  |  |  |  | Punti | Pos. |
| ---- | ------ | ----- | - | -- | --- | - | - | - | - | - | --- | - | - | - | --- | - | - | -- | - | - |  |  |  |  | ----- | ---- |
| 2017 | Moto3  | Honda | 4 | 11 | Rit | 1 | 2 | 5 | 5 | 1 | Rit | 3 | 5 | 1 | Rit | 5 | 5 | NC | 8 | 9 |  |  |  |  | 199   | 3º   |

| 2018 | Classe | Moto  |   |   |   |     |   |    |     |   |   |   |    |    |     |     |     |     |   |     |     |  |  |  | Punti | Pos. |
| ---- | ------ | ----- | - | - | - | --- | - | -- | --- | - | - | - | -- | -- | --- | --- | --- | --- | - | --- | --- |  |  |  | ----- | ---- |
| 2018 | Moto3  | Honda | 2 | 2 | 8 | Rit | 8 | 11 | Rit | 2 | 5 | 2 | 10 | AN | Rit | Rit | Inf | Rit | 6 | Rit | Rit |  |  |  | 128   | 6º   |

| 2019 | Classe | Moto |   |    |   |   |   |   |   |    |   |   |    |    |     |   |    |     |     |   |   |  |  |  | Punti | Pos. |
| ---- | ------ | ---- | - | -- | - | - | - | - | - | -- | - | - | -- | -- | --- | - | -- | --- | --- | - | - |  |  |  | ----- | ---- |
| 2019 | Moto3  | KTM  | 3 | 12 | 1 | 4 | 3 | 7 | 2 | 12 | 3 | 1 | 10 | 13 | Rit | 1 | NC | Rit | Rit | 8 | 6 |  |  |  | 200   | 2º   |

| 2020 | Classe | Moto     |   |   |   |    |   |     |   |    |   |    |     |     |    |     |    |  |  |  |  |  |  |  | Punti | Pos. |
| ---- | ------ | -------- | - | - | - | -- | - | --- | - | -- | - | -- | --- | --- | -- | --- | -- |  |  |  |  |  |  |  | ----- | ---- |
| 2020 | Moto2  | Speed Up | 8 | 5 | 5 | 10 | 9 | Rit | 9 | 13 | 8 | NP | Inf | Inf | 11 | Rit | 15 |  |  |  |  |  |  |  | 67    | 14º  |

| 2021 | Classe | Moto       |    |     |   |   |     |    |     |   |     |   |   |   |   |   |    |   |   |   |  |  |  |  | Punti | Pos. |
| ---- | ------ | ---------- | -- | --- | - | - | --- | -- | --- | - | --- | - | - | - | - | - | -- | - | - | - |  |  |  |  | ----- | ---- |
| 2021 | Moto2  | Boscoscuro | 13 | Rit | 2 | 9 | Rit | 11 | Rit | 2 | Rit | 2 | 8 | 7 | 5 | 3 | 11 | 3 | 4 | 5 |  |  |  |  | 164   | 6º   |

| 2022 | Classe | Moto  |   |   |   |     |     |   |   |     |   |   |    |   |   |   |   |     |   |   |   |     |  |  | Punti | Pos. |
| ---- | ------ | ----- | - | - | - | --- | --- | - | - | --- | - | - | -- | - | - | - | - | --- | - | - | - | --- |  |  | ----- | ---- |
| 2022 | Moto2  | Kalex | 2 | 3 | 4 | Rit | Rit | 2 | 2 | Rit | 2 | 9 | NP | 5 | 6 | 2 | 2 | Rit | 3 | 9 | 8 | Rit |  |  | 200   | 3º   |

| 2023 | Classe | Moto  |   |   |   |   |    |   |     |   |   |     |   |     |     |   |   |   |    |     |   |   |  |  | Punti | Pos. |
| ---- | ------ | ----- | - | - | - | - | -- | - | --- | - | - | --- | - | --- | --- | - | - | - | -- | --- | - | - |  |  | ----- | ---- |
| 2023 | Moto2  | Kalex | 2 | 4 | 8 | 5 | NP | 4 | Rit | 5 | 2 | Rit | 2 | Rit | Rit | 8 | 2 | 2 | 11 | Rit | 3 | 2 |  |  | 195   | 5º   |

| 2024 | Classe | Moto  |    |   |   |     |   |     |   |     |     |   |   |     |   |   |   |    |   |   |   |   |  |  | Punti | Pos. |
| ---- | ------ | ----- | -- | - | - | --- | - | --- | - | --- | --- | - | - | --- | - | - | - | -- | - | - | - | - |  |  | ----- | ---- |
| 2024 | Moto2  | Kalex | 10 | 1 | 9 | Inf | 6 | Rit | 6 | Rit | Rit | 2 | 4 | Rit | 2 | 2 | 1 | 16 | 2 | 1 | 8 | 1 |  |  | 234   | 2º   |

| 2025 | Classe | Moto  |   |   |   |   |   |   |   |   |   |   |   |     |    |  |  |  |  |  |  |  |  |  | Punti | Pos. |
| ---- | ------ | ----- | - | - | - | - | - | - | - | - | - | - | - | --- | -- |  |  |  |  |  |  |  |  |  | ----- | ---- |
| 2025 | Moto2  | Kalex | 2 | 4 | 4 | 1 | 8 | 3 | 4 | 6 | 3 | 2 | 7 | Rit | 10 |  |  |  |  |  |  |  |  |  | 169   |      |

| Legenda | 1º posto        | 2º posto            | 3º posto            | A punti      | Senza punti        | Grassetto – Pole position Corsivo – Giro più veloce |
| Legenda | Gara non valida | Non qual./Non part. | Ritirato/Non class. | Squalificato | '-' Dato non disp. | Grassetto – Pole position Corsivo – Giro più veloce |